# Бирманци
Бирманците (на бирмански: ဗမာလူမျိုး) са тибето-бирманска етническа група, основно население на Мианмар.
Наброяват около 30 милиона души, като освен в Мианмар около 1 милион души живеят в други страни, най-вече в съседните части на Тайланд. Бирмански емигрантски общности има и в други страни от Югоизточна Азия, в Съединените щати, Австралия и Европа. В Мианмар бирманците живеят в долината на Иравади в централната част на страната, където се установяват през VI-IX век, преселвайки се от север. Езикът на бирманците е бирманският, а преобладаваща религия е теравада будизмът.